# Anton Sztáray de Nagy-Mihaly

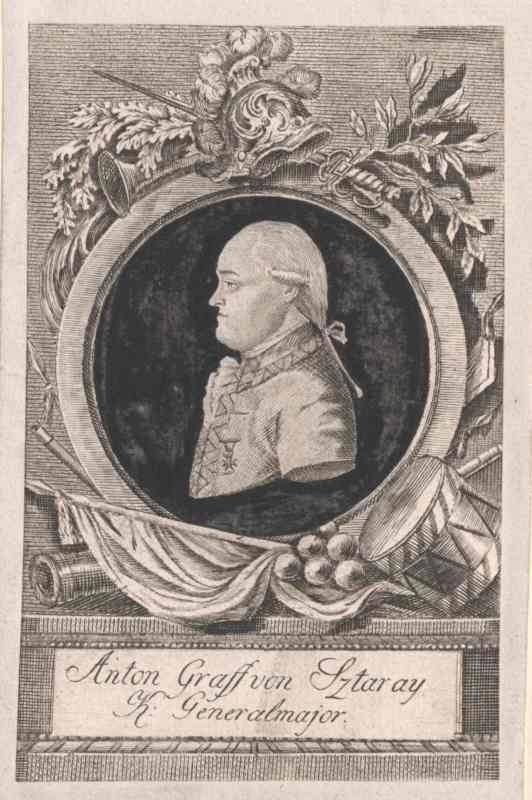
Anton Sztáray de Nagy-Mihaly

Anton Sztáray de Nagy-Mihaly (Košice, 1740 - Graz, 23 januari 1808) was een edelman van Hongaarse afkomst in het leger van de Habsburgse monarchie tijdens de oorlogen met het Ottomaanse rijk, de Franse Revolutionaire Oorlogen en de napoleontische oorlogen.
Hij voerde bevel over een autonoom korps tijdens de campagne in 1799 in Zuidwest-Duitsland, waar hij de rechtervleugel van het Oostenrijkse leger beschermde terwijl het optrok in Zwaben, door het bewaken van de Neckarvallei.
Op 3 december, tijdens de Slag bij Wiesloch verdreef hij de Fransen van de rechteroever van de Rijn en ontzette hij het fort bij Philippsburg.
Na de Oostenrijkse nederlaag bij Hohenlinden op 3 december 1800 werd Sztáray belast met het oproepen van het Boheems-Moravische legioen. In 1801 werd hij benoemd tot bevelvoerend generaal in Midden-Oostenrijk. Hij werd gepromoveerd tot "Feldzeugmeister" op 6 maart 1800 en ging met pensioen na de campagne van 1805 tegen Frankrijk.
Sztáray kreeg het ridderkruis van de Orde van Maria Theresia op 21 december 1789 en het commandeurskruis op 18 september 1796. Hij was de kolonel en "Inhaber" van het 33e Oostenrijkse infanterieregiment vanaf 1791 tot zijn dood op 23 januari 1808.